# 埃塞尔
埃塞尔（法語：Essert，法語發音：[esɛʁ]）是法国勃艮第-弗朗什-孔泰大区贝尔福地区省的一个市镇，位于该省西部，贝尔福市区以西，属于贝尔福区和大贝尔福城市圈公共社区。

## 地理
埃塞尔（47°37'55"N, 6°48'59"E）面积7.01 平方千米，位于法国勃艮第-弗朗什-孔泰大區贝尔福地区省，该省份为法国东北部内陆省份，东临上莱茵省，北起孚日省，西接上索恩省，南与杜省和瑞士接壤。
与埃塞尔接壤的市镇（或旧市镇、城区）包括：贝尔福、沙隆维拉尔、巴维耶、比克、克拉旺什、埃韦特-萨尔贝、于尔瑟雷。

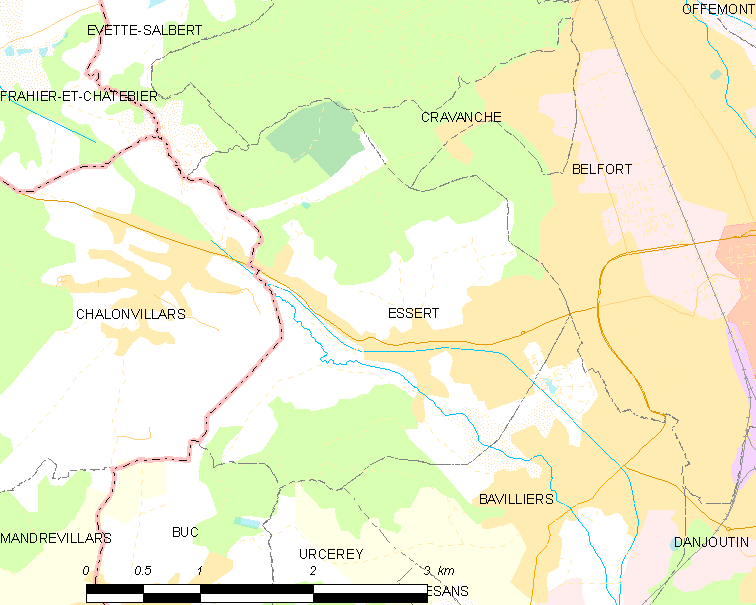
埃塞尔的OSM定位图

埃塞尔的时区为UTC+01:00、UTC+02:00（夏令时）。

## 行政
埃塞尔的邮政编码为90850，INSEE市镇编码为90039。

## 政治
埃塞尔所属的省级选区为巴维耶县。

## 人口

1962-2008年间埃塞尔人口变化图示

埃塞尔于2022年1月1日时的人口数量为3382人。